# Hannelore Glaser-Franke
Hannelore Glaser-Franke (* 4. Januar 1933 in Fürth, Bayern) ist eine ehemalige deutsche Skirennläuferin.

## Leben
Sie nahm zweimal an Olympischen Winterspielen teil. 1952 in Oslo belegte die damals 19-jährige den 10. Platz in der Abfahrt, 1956 in Cortina d’Ampezzo kam sie im Slalom auf Rang 14.
Glaser-Franke war dreimal Deutsche Meisterin, 1952 und 1956 im Abfahrtslauf und 1955 im Slalom. Ebenfalls dreimal wurde sie Zweite. Im Jahr 1950 siegte sie am Hahnenkamm in Kitzbühel in der Abfahrt und im Slalom. Am 6. Januar 1951 siegte sie in der Abfahrt beim «Westenpokal» in Lech, im Slalom am 7. Januar wurde sie Dritte, womit sie Kombinations-Zweite wurde.